# HSBC Women's Champions
De HSBC Women's Champions is een jaarlijks golftoernooi voor vrouwen, dat deel uitmaakt van de LPGA Tour. Het toernooi werd opgericht in 2008 en vindt sinds 2013 plaats op de Sentosa Golf Club in Sentosa, Singapore.
Het toernooi wordt over vier dagen gespeeld in een strokeplay-formule en na de tweede dag wordt de cut toegepast. Sinds de oprichting is HSBC hoofdsponsor van dit toernooi.

## Golfbanen
| Jaar       | Golfbaan                            | Plaats      | Info                |
| ---------- | ----------------------------------- | ----------- | ------------------- |
| 2008-2012  | Tanah Merah Country Club            | Tanah Merah | Baanrecord: 65 (-7) |
| 2013-heden | Sentosa Golf Club (Serapong Course) | Sentosa     | Baanrecord: 65 (-7) |

## Winnaressen
| Jaar | Winnares           | Score | Score | Info                                                          |
| ---- | ------------------ | ----- | ----- | ------------------------------------------------------------- |
| 2008 | Lorena Ochoa       | 268   | –20   |                                                               |
| 2009 | Jiyai Shin         | 277   | –11   |                                                               |
| 2010 | Ai Miyazato        | 278   | –10   |                                                               |
| 2011 | Karrie Webb        | 275   | –13   |                                                               |
| 2012 | Angela Stanford po | 278   | –10   | Won de play-off van Jenny Shin, Na Yeon Choi en Shanshan Feng |
| 2013 | Stacy Lewis        | 273   | –15   |                                                               |
| 2014 | Paula Creamer po   | 278   | –10   | Won de play-off van Azahara Muñoz                             |
| 2015 | Inbee Park         | 273   | –15   |                                                               |

| Toernooirecord |  | po = winnares na play-off |